# Shotzi Blackheart
Ashley Louise Urbanski, meglio conosciuta con il ring name Shotzi Blackheart (Contea di Santa Clara, 14 marzo 1992), è una wrestler statunitense.
Durante la militanza nel roster di NXT, ha detenuto una volta l'NXT Women's Tag Team Championship con Ember Moon.

## Biografia
È nata da madre filippina e padre di origini polacche.

## Carriera

### Circuito indipendente (2015–2019)
Ha iniziato la sua carriera nel 2014 all'Hoodslam di Oakland, in California, come Missy Highasshit, una valletta cheerleader per la stable di Stoner U. Nel frattempo ha iniziato ad apparire sempre più spesso sulla scena indipendente californiana, lottando per federazioni come All Pro Wrestling, Bar Wrestling e Big Time Wrestling.
Nel 2015, ha preso parte alle selezioni per la sesta stagione del reality della WWE Tough Enough. Inizialmente è stata scelta come una delle sei donne che avrebbero preso parte alla competizione, ma ha dovuto ritirarsi prima che iniziasse, a causa di un battito cardiaco irregolare precedentemente non diagnosticato.
L'11 novembre 2016 ha debuttato nella Shimmer Women Athletes e nel 2018, ha iniziato ad apparire a Impact Wrestling. L'11 ottobre 2019 a Evolve 137, William Regal le ha offerto un contratto WWE durante un'apparizione a sorpresa.

### WWE (2019–2025)

#### NXT(2019–2021)
Nel novembre 2019, viene annunciato che Ashley Urbanski ha firmato un contratto con la WWE e viene assegnata al roster di NXT. Debutta come Shotzi Blackheart il 5 dicembre durante un house show, dove viene sconfitta da Chelsea Green.
Nella puntata di NXT del 25 dicembre, avviene il debutto televisivo per Shotzi, dove viene sconfitta da Bianca Belair, stabilendosi come face. Nella puntata di NXT del 15 gennaio 2020, ha preso parte ad una battle royal match per decretare la sfidante all'NXT Women's Championship detenuto da Rhea Ripley in quel di NXT TakeOver: Portland, ma è stata eliminata da Bianca Belair dopo aver sorprendentemente eliminato l'ex campionessa Shayna Baszler. Il 26 gennaio, alla Royal Rumble, ha preso parte alla terza edizione del women's royal rumble match entrando col numero 26 e dopo 7:57 minuti è stata eliminata da Shayna Baszler, dopo aver cercato di eliminarla nello stesso modo fatto nella battle royal precedente. Nella puntata di NXT del 29 gennaio, si presenta durante l'entrata alla guida di un mini carro armato, ornato con lo stemma del teschio e la sigla TCB (Take Care of Business), raggiungendo il ring dove affronta Deonna Purrazzo, ottenendo la prima vittoria. Il 4 marzo, ha affrontato Chelsea Green in un match di qualificazione per determinare le contendenti che si affronteranno in un ladder match a NXT TakeOver: Tampa Bay, la cui vincitrice verrà nominata sfidante all'NXT Women's Championship, ma è stata sconfitta. Nella puntata di NXT del 1º aprile, prende parte ad un gauntlet match per determinare l'ultima partecipante al ladder match (previsto inizialmente a NXT TakeOver: Tampa Bay rimandato a causa della pandemia di COVID-19) la cui vincitrice diventerà la sfidante all'NXT Women's Championship, eliminando in serie Deonna Purrazzo, Xia Li, Aliyah e Kayden Carter, però viene sconfitta alla fine da Dakota Kai, a causa di un'interferenza di Raquel González.
Nella puntata di NXT del 15 aprile, interviene in favore di Tegan Nox durante il suo match contro Raquel González, portandola alla vittoria distraendo la rivale, dopo che era intervenuta per bloccare Dakota Kai, la quale aveva colpito la Nox durante l'incontro. A NXT TakeOver: In Your House 2020 il team composto da Mia, Shotzi e Tegan hanno sconfitto la squadra formata da Candice LaRae, Dakota Kai e Raquel Gonzalez in un six-woman tag team match. Il 10 giugno, viene annunciato che Shotzi e Tegan Nox avranno una chance per i Women's Tag Team Championship contro la squadra vincente del triple threat tag team match che vedranno coinvolte Alexa Bliss & Nikki Cross, le IIconics e le campionesse Bayley & Sasha Banks a Backlash. Nella puntata di NXT del 17 giugno, Shotzi e Tegan Nox hanno affrontato le campionesse di coppia Bayley e Sasha Banks per i Women's Tag Team Championship, ma sono state sconfitte quando Shotzi cede alla Banks Statement, dopo che Bayley distrae l'arbitro lanciando una sedia a Nox.
Nella puntata di SmackDown del 14 agosto, Shotzi prende parte alla triple-brand battle royal match per determinare la sfidante allo SmackDown Women's Championship detenuto da Bayley a SummerSlam, ma dopo aver eliminato Billie Kay, Peyton Royce e Lacey Evans, è stata eliminata proprio da Evans che tornò sul ring per vendicarsi.
Blackheart e Ember Moon, parteciparono al Dusty Rhodes Tag Team Classic e dopo aver eliminato Marina Shafir e Zoey Stark nei quarti di finale, Candice LeRae e Indi Hartwell nelle semifinali, persero la finale di NXT TakeOver: Vengeance Day, contro Dakota Kai e Raquel González. Dopo aver sconfitto nuovamente LaRae e Hartwell, ottennero un match titolato, e il 10 marzo a NXT, riuscirono a conquistare l'NXT Women's Tag Team Championship. Mantennero il titolo fino al 4 maggio, quando lo persero contro le ex campionesse in uno street fight match.

#### SmackDown(2021–2025)
Nella puntata di SmackDown del 9 luglio 2021 debuttò nello show assieme a Tegan Nox, e insieme le due sconfissero le Women's Tag Team Champions Natalya e Tamina in un match non titolato. Il 5 ottobre, per effetto del Draft, venne confermata a SmackDown mentre Tegan passò al roster di Raw, segnando la fine del tag team tra le due. Nella puntata di SmackDown del 29 ottobre venne sconfitta dalla SmackDown Women's Champion Charlotte Flair in un match non titolato, e al termine dell'incontro attaccò brutalmente Sasha Banks effettuando un turn heel. Nella puntata di SmackDown del 3 maggio prese parte ad un six-pack challenge match per determinare la sfidante di Ronda Rousey per lo SmackDown Women's Championship che comprendeva anche Aliyah, Natalya, Raquel Rodriguez, Shayna Baszler e Xia Li ma il match venne vinto da Natalya. Il 2 luglio, a Money in the Bank, prese parte al Women's Money in the Bank Ladder match che comprendeva anche Alexa Bliss, Asuka, Becky Lynch, Lacey Evans, Liv Morgan e Raquel Rodriguez ma il match venne vinto da Morgan.
Il 5 agosto a SmackDown, prese parte ad un gauntlet match valevole per un'opportunità titolata allo SmackDown Women's Championship di Liv Morgan a Clash at the Castle ma venne eliminata da Raquel Rodriguez. Nella puntata di SmackDown del 12 agosto Shotzi e Xia Li vennero sconfitte da Aliyah e Raquel Rodriguez nel primo turno del torneo per il vacante Women's Tag Team Championship.
Il 16 settembre, a SmackDown, corse in aiuto di Raquel Rodriguez contro le Damage CTRL, effettuando un turn face. Nella puntata di SmackDown del 21 ottobre Shotzi e Raquel Rodriguez affrontarono Dakota Kai e Iyo Sky per il Women's Tag Team Championship ma vennero sconfitte. Il 25 novembre 2023, a Survivor Series WarGames, Shotzi, Bianca Belair, Becky Lynch e Charlotte Flair sconfissero le Damage CTRL in un wargames match.
Il 27 gennaio a Royal Rumble, partecipò all'omonimo incontro entrando col numero 20 ma venne eliminata da Nia Jax.
Nella puntata di NXT del 13 febbraio affrontò Lyra Valkyria per l'NXT Women's Championship ma non riuscì a terminare il match a causa di un infortunio, che in seguito fu rivelato essere una rottura del legamento crociato anteriore. Operata il 21 febbraio successivo, l'atleta comunicò che dovrà stare ferma per circa nove mesi.

## Personaggio

### Mosse finali
- Diving Senton
- Romero Stretch Dragon Sleeper
- Tiger Suplex

## Titoli e riconoscimenti
- Alternative Wrestling Show
  - AWS Women's Championship (1)

- EBPW Ladies Championship
  - EBPW Ladies Championship (1)

- Gold Rush Pro Wrestling
  - GRPW Lady Luck Championship (1)
- Hoodslam
  - Best Athlete In The East Bay Championship (1)
  - Intergalactic Tag Team Championship (1)

- Independent Wrestling Association Mid-South
  - IWA Mid-South Women's Championship (1)

- Pro Wrestling Illustrated
  - 46ª tra le 50 wrestler singole nella PWI Female 50 (2017, 2020)

- RISE Wrestling
  - Phoenix Of RISE Championship (1)

- Sabotage Wrestling
  - Sabotage War Of The Genders Championship (1)

- SHINE Wrestling
  - SHINE Nova Championship (1)

- WWE
  - NXT Women's Tag Team Championship (1) – con Ember Moon[2]
  - NXT Year-End Award (1)
    - Breakout Star of the Year (edizione 2020)